# Alberto Regazzoni
Alberto Regazzoni (Lugano, Suiza, 1 de mayo de 1983) es un futbolista suizo. Juega de volante y su actual equipo es el Sion de Suiza.

## Biografía
Empezó su carrera como futbolista en el Associazione Calcio Lugano, un equipo de su ciudad natal. En la temporada 1999-2000 debuta en la Super Liga Suiza con 17 años, aunque solo juega un partido.
En la temporada 2002-2003 consigue formar parte de la primera plantilla. Ese año, en el que el equipo jugaba en la Challenge League  (segunda división), disputa 25 partidos y marca 3 goles.
En 2003 ficha por el Malcantone Agno, donde juega 27 partidos y marca 11 goles.
En 2004 ficha por el FC Sion, equipo con el que consigue la Copa Suiza en el año 2006.
Esta temporada (07-08) ficha por su actual club, el BSC Young Boys

### Selección nacional
Ha sido internacional con la Selección nacional de fútbol de Suiza en 3 ocasiones. Su debut como internacional fue el 2 de septiembre de 2006 cuando el seleccionador le sacó en el minuto 68.

## Clubes
| Club            | País  | Año       |
| --------------- | ----- | --------- |
| Lugano          | Suiza | 1999-2003 |
| Malcantone Agno | Suiza | 2003-2004 |
| Sion            | Suiza | 2004-2007 |
| Young Boys      | Suiza | 2007-2011 |
| St. Gallen      | Suiza | 2011-2013 |
| Sion            | Suiza | 2013-     |

## Títulos
- 1 Copa Suiza (FC Sion, 2006)